# Jeannette Lander
Jeannette Lander (auch: Jeannette Seyppel, geboren 8. September 1931 in New York; gestorben 20. Juni 2017 in Nauen) war eine deutsche Schriftstellerin.

## Leben
Lander war die Tochter eines in die Vereinigten Staaten ausgewanderten polnisch-jüdischen Ehepaars. Sie wuchs  mit Englisch und Jiddisch als Muttersprachen auf. Ab 1934 lebte die Familie in einem vorwiegend von Afroamerikanern bewohnten Viertel von Atlanta, Georgia. Bereits ab 1944 veröffentlichte Lander Gedichte in jiddischer und ab 1952 Kurzgeschichten und Essays in englischer Sprache. 1950 heiratete sie den in den USA lebenden deutschen Autor Joachim Seyppel, mit dem sie zwei Kinder bekam. Von 1950 bis 1952 hielt Lander sich erstmals in West-Berlin auf. Später absolvierte sie ein Studium u. a. am Middlebury- und Bryn Mawr College, wo sie 1957 den Grad eines Bachelor of Arts erlangte. Von 1959 bis 1960 wirkte sie als Lehrerin für Englisch und Alte Geschichte.
1960 übersiedelte Jeannette Lander nach Berlin und studierte Anglistik und Germanistik an der Freien Universität. 1966 promovierte sie dort mit einer Arbeit über William Butler Yeats zum Doktor der Philosophie. Sie veröffentlichte von nun an als freie Schriftstellerin ausschließlich in deutscher Sprache. 1971 erfolgte die Trennung von ihrem Ehemann Joachim Seyppel; die Ehe wurde 1982 geschieden. Seitdem lebte Jeannette Lander mit dem Designer Gheorghe Bauer zusammen. Von 1984 bis 1985 hielt sie sich in Sri Lanka auf. Ab 1995 lebte sie im Berliner Bezirk Prenzlauer Berg; danach war die Autorin im brandenburgischen Mühlenberge im Landkreis Havelland ansässig.
Jeannette Lander war die Verfasserin von Romanen, Erzählungen, Gedichten, Hörspielen und Radio-Features.
Lander war Mitglied des Verbandes Deutscher Schriftsteller, des Deutschen PEN-Zentrums und des Deutschen Werkbundes, dessen Vorsitzende sie von 1983 bis 1984 war. Sie erhielt u. a. 1976 ein Stipendium der Villa Massimo, 1979 und 1988 ein Arbeitsstipendium des Berliner Senats, war 2000 Writer in Residence an der University of Georgia und 2001 an der Washington University in St. Louis, Missouri.
Jeannette Lander starb im Juni 2017 im Alter von 85 Jahren im brandenburgischen Nauen.

## Werke
- Wasserbilder in der Lyrik von W. B. Yeats, FU Berlin, Phil. F., Diss. v. 4. Juli 1966.
- William Butler Yeats. Die Bildersprache seiner Lyrik, Kohlhammer, Stuttgart 1967. 168 Seiten. Diss., FU Berlin.
- Ezra Pound, Colloquium Verlag, Berlin 1968.
- Ein Sommer in der Woche der Itke K., Insel-Verlag, Frankfurt am Main 1971; Neuausgabe: Autonomie und Chaos Berlin 2017, ISBN 978-3-945980-16-3 pdf
- Auf dem Boden der Fremde, Insel, Frankfurt am Main 1972
- Ein Spatz in der Hand, Insel, Frankfurt am Main 1973
- Die Töchter, Insel, Frankfurt am Main 1976
- Der letzte Flug, Literarisches Colloquium / Berliner Künstlerprogramm d. DAAD, LCB-Editionen, 49, Berlin 1978.
- Ich, allein, Autoren-Edition, München 1980
- Jahrhundert der Herren, Aufbau-Verlag, Berlin 1993
- Überbleibsel. Eine kleine Erotik der Küche, Aufbau, Berlin 1995
- Eine unterbrochene Reise, Aufbau, Berlin 1996
- Robert, Aufbau, Berlin 1998
- Aus meinem Leben, Autonomie und Chaos, Berlin 2023. ISBN 978-3-945980-79-8 pdf